# Spelartrupper under asiatiska mästerskapet i fotboll 2015
Den här artikeln innehåller alla spelartrupper till asiatiska mästerskapet i fotboll 2015 som spelades i Australien mellan den 9 och 31 januari. Alla de 16 deltagande landslagen var tvungna att registrera sin 23-mannatrupp, varav 3 målvakter innan den 20 december 2014. Vid händelse av "allvarlig skada" kan man kalla in en ersättare, dock inte senare än ett dygn före lagets första match. 

## Grupp A

### Australien
Förbundskapten:  Ange Postecoglou
Australien kvalificerade sig till det asiatiska mästerskapet 2015 i mån av värdland, men man kvalificerade sig även till mästerskapet genom att komma tvåa i det asiatiska mästerskapet 2011. Den 7 december 2014 tog Australiens förbundskapten, Ange Postercoglou ut en preliminär 46-mannatrupp inför mästerskapet, varav 4 stycken aldrig har representerat Australiens A-landslag. Den 23 december 2014 tog Pstecoglou ut den slutgiltiga mästerskapstruppen på 23 spelare.
| Nr | Pos. | Namn                     | Födelsedatum (ålder) | Matcher | Mål |               | Klubb                    |
| -- | ---- | ------------------------ | -------------------- | ------- | --- | ------------- | ------------------------ |
| 1  | MV   | Mathew Ryan              | 8 april 1992         | 13      | 0   | Belgien       | Club Brugge              |
| 2  | F    | Ivan Franjic             | 10 september 1987    | 12      | 0   | Ryssland      | Torpedo Moskva           |
| 3  | F    | Aziz Behich              | 16 december 1990     | 8       | 2   | Turkiet       | Bursaspor                |
| 4  | A    | Tim Cahill               | 6 december 1979      | 76      | 36  | USA           | New York Red Bulls       |
| 5  | MF   | Mark Milligan            | 4 augusti 1985       | 33      | 2   | Australien    | Melbourne Victory        |
| 6  | F    | Matthew Spiranovic       | 27 juni 1988         | 21      | 0   | Australien    | Western Sydney Wanderers |
| 7  | A    | Mathew Leckie            | 4 februari 1991      | 16      | 1   | Tyskland      | Ingolstadt 04            |
| 8  | MF   | Massimo Luongo           | 25 september 1992    | 5       | 0   | England       | Swindon Town             |
| 9  | A    | Tomi Juric               | 22 juli 1991         | 5       | 1   | Australien    | Western Sydney Wanderers |
| 10 | A    | Robbie Kruse             | 5 oktober 1988       | 32      | 3   | Tyskland      | Bayer Leverkusen         |
| 11 | MF   | Tommy Oar                | 10 december 1991     | 21      | 1   | Nederländerna | FC Utrecht               |
| 12 | MV   | Mitchell Langerak        | 22 augusti 1988      | 5       | 0   | Tyskland      | Borussia Dortmund        |
| 13 | F    | Jason Davidson           | 29 juni 1991         | 13      | 0   | England       | West Bromwich Albion     |
| 14 | MF   | James Troisi             | 3 juli 1988          | 16      | 1   | Belgien       | Zulte Waregem            |
| 15 | MF   | Mile Jedinak (Lagkapten) | 3 augusti 1984       | 52      | 6   | England       | Crystal Palace           |
| 16 | MF   | Terry Antonis            | 26 november 1993     | 3       | 0   | Australien    | Sydney FC                |
| 17 | MF   | Matt McKay               | 11 januari 1983      | 50      | 1   | Australien    | Brisbane Roar            |
| 18 | MV   | Eugene Galekovic         | 12 juni 1981         | 8       | 0   | Australien    | Adelaide United          |
| 19 | F    | Chris Herd               | 4 april 1989         | 3       | 0   | England       | Aston Villa              |
| 20 | F    | Trent Sainsbury          | 5 januari 1992       | 4       | 0   | Nederländerna | Zwolle                   |
| 21 | A    | Nathan Burns             | 7 maj 1988           | 7       | 0   | Nya Zeeland   | Wellington Phoenix       |
| 22 | F    | Alex Wilkinson           | 13 augusti 1984      | 11      | 0   | Sydkorea      | Jeonbuk Hyundai Motors   |
| 23 | MF   | Mark Bresciano           | 11 februari 1980     | 81      | 13  | Qatar         | Al-Gharafa               |

### Sydkorea
Förbundskapten:  Uli Stielike
Sydkorea kvalificerade sig till mästerskapet genom att sluta på en tredjeplats i de asiatiska mästerskapet 2011. den 22 december 2014 tog Sydkoreas förbundskapten Uli Stielike ut den slutgiltiga 23-mannatruppen inför mästerskapet.
| Nr | Pos. | Namn                      | Födelsedatum (ålder) | Matcher | Mål |                       | Klubb                  |
| -- | ---- | ------------------------- | -------------------- | ------- | --- | --------------------- | ---------------------- |
|    | MV   | Jung Sung-ryong           | 4 januari 1985       | 64      | 0   | Sydkorea              | Suwon Bluewings        |
|    | MV   | Kim Jin-hyeon             | 6 juli 1987          | 4       | 0   | Japan                 | Cerezo Osaka           |
|    | MV   | Kim Seung-gyu             | 30 september 1990    | 7       | 0   | Sydkorea              | Ulsan Hyundai          |
|    |      |                           |                      |         |     |                       |                        |
|    | F    | Cha Du-ri                 | 25 juli 1980         | 70      | 4   | Sydkorea              | FC Seoul               |
|    | F    | Jang Hyun-soo             | 28 september 1991    | 7       | 0   | Kina                  | Guangzhou R&F          |
|    | F    | Kim Chang-soo             | 12 september 1985    | 13      | 0   | Japan                 | Kashiwa Reysol         |
|    | F    | Kim Jin-su                | 13 juni 1992         | 9       | 0   | Tyskland              | Hoffenheim             |
|    | F    | Kim Ju-young              | 9 juli 1988          | 4       | 1   | Sydkorea              | FC Seoul               |
|    | F    | Kim Young-gwon            | 27 februari 1990     | 29      | 1   | Kina                  | Guangzhou Evergrande   |
|    | F    | Kwak Tae-hwi              | 8 juli 1981          | 37      | 5   | Saudiarabien          | Al-Hilal               |
|    | F    | Park Joo-ho               | 16 januari 1987      | 17      | 0   | Tyskland              | Mainz 05               |
|    |      |                           |                      |         |     |                       |                        |
|    | MF   | Lee Myung-joo             | 24 april 1990        | 12      | 1   | Förenade arabemiraten | Al Ain                 |
|    | MF   | Ki Sung-yueng (Lagkapten) | 24 januari 1989      | 66      | 5   | Wales                 | Swansea City           |
|    | MF   | Han Kook-young            | 19 april 1990        | 18      | 0   | Qatar                 | Qatar                  |
|    | MF   | Son Heung-min             | 8 juli 1992          | 34      | 7   | Tyskland              | Bayer Leverkusen       |
|    | MF   | Kim Min-woo               | 25 februari 1990     | 9       | 1   | Japan                 | Sagan Tosu             |
|    | MF   | Koo Ja-cheol              | 27 februari 1989     | 42      | 13  | Tyskland              | Mainz 05               |
|    | MF   | Nam Tae-hee               | 3 juli 1991          | 16      | 1   | Qatar                 | Lekhwiya               |
|    | MF   | Han Kyo-won               | 15 juni 1990         | 4       | 1   | Sydkorea              | Jeonbuk Hyundai Motors |
|    | MF   | Lee Chung-yong            | 2 juli 1988          | 64      | 6   | England               | Bolton Wanderers       |
|    |      |                           |                      |         |     |                       |                        |
|    | A    | Cho Young-cheol           | 31 maj 1989          | 10      | 0   | Qatar                 | Qatar                  |
|    | A    | Lee Keun-ho               | 11 april 1985        | 70      | 19  | Qatar                 | El-Jaish               |
|    | A    | Lee Jung-hyub             | 24 juni 1991         | 0       | 0   | Sydkorea              | Sangju Sangmu          |

### Oman
Förbundskapten:  Paul Le Guen
| Nr | Pos. | Namn | Födelsedatum (ålder) | Matcher | Mål |  | Klubb |
| -- | ---- | ---- | -------------------- | ------- | --- |  | ----- |

### Kuwait
Förbundskapten:  Nabil Maâloul
| Nr | Pos. | Namn | Födelsedatum (ålder) | Matcher | Mål |  | Klubb |
| -- | ---- | ---- | -------------------- | ------- | --- |  | ----- |

## Grupp B

### Uzbekistan
Förbundskapten:  Mirjalol Qosimov
| Nr | Pos. | Namn | Födelsedatum (ålder) | Matcher | Mål |  | Klubb |
| -- | ---- | ---- | -------------------- | ------- | --- |  | ----- |

### Saudiarabien
Förbundskapten:  Cosmin Olăroiu
| Nr | Pos. | Namn | Födelsedatum (ålder) | Matcher | Mål |  | Klubb |
| -- | ---- | ---- | -------------------- | ------- | --- |  | ----- |

### Kina
Förbundskapten:  Alain Perrin
Kina kvalificerade sig den 5 mars 2014 till turnering genom att bli poängmässigt det bästa tredjeplacerade laget i gruppspelet. Den 2 november 2014 tog Kinas förbundskapten, Alain Perrin, ut en preliminär 31-mannatrupp för mästerskapet. Den 24 december 2014 tog Perrin ut den slutgiltiga mästerskapstruppen på 23 spelare.
| Nr | Pos. | Namn                 | Födelsedatum (ålder) | Matcher | Mål |      | Klubb                |
| -- | ---- | -------------------- | -------------------- | ------- | --- | ---- | -------------------- |
|    | MV   | Zeng Cheng           | 8 januari 1987       | 31      | 0   | Kina | Guangzhou Evergrande |
|    | MV   | Wang Dalei           | 10 januari 1989      | 9       | 0   | Kina | Shandong Luneng      |
|    | MV   | Yan Junling          | 28 januari 1991      | 0       | 0   | Kina | Shanghai East Asia   |
|    |      |                      |                      |         |     |      |                      |
|    | F    | Zhang Linpeng        | 9 maj 1989           | 41      | 4   | Kina | Guangzhou Evergrande |
|    | F    | Zhang Chengdong      | 9 februari 1989      | 14      | 0   | Kina | Beijing Guoan        |
|    | F    | Ren Hang             | 23 februari 1989     | 9       | 0   | Kina | Jiangsu Sainty       |
|    | F    | Mei Fang             | 14 november 1989     | 6       | 0   | Kina | Guangzhou Evergrande |
|    | F    | Jiang Zhipeng        | 6 mars 1989          | 6       | 0   | Kina | Guangzhou R&F        |
|    | F    | Li Ang               | 15 september 1993    | 1       | 0   | Kina | Jiangsu Sainty       |
|    | F    | Ji Xiang             | 1 mars 1990          | 1       | 0   | Kina | Jiangsu Sainty       |
|    |      |                      |                      |         |     |      |                      |
|    | MF   | Zheng Zhi(Lagkapten) | 20 augusti 1980      | 81      | 15  | Kina | Guangzhou Evergrande |
|    | MF   | Yu Hai               | 4 juni 1987          | 50      | 9   | Kina | Guizhou Renhe        |
|    | MF   | Hao Junmin           | 24 mars 1987         | 49      | 11  | Kina | Shandong Luneng      |
|    | MF   | Liu Jianye           | 17 juni 1987         | 42      | 0   | Kina | Jiangsu Sainty       |
|    | MF   | Yu Hanchao           | 25 februari 1987     | 35      | 6   | Kina | Guangzhou Evergrande |
|    | MF   | Sun Ke               | 26 augusti 1989      | 22      | 4   | Kina | Jiangsu Sainty       |
|    | MF   | Wu Lei               | 19 november 1991     | 21      | 4   | Kina | Shanghai East Asia   |
|    | MF   | Wu Xi                | 19 februari 1989     | 20      | 1   | Kina | Jiangsu Sainty       |
|    | MF   | Cai Huikang          | 10 oktober 1989      | 7       | 0   | Kina | Shanghai East Asia   |
|    | MF   | Liao Lisheng         | 29 april 1993        | 4       | 0   | Kina | Guangzhou Evergrande |
|    | MF   | Liu Binbin           | 16 juni 1993         | 1       | 0   | Kina | Shandong Luneng      |
|    |      |                      |                      |         |     |      |                      |
|    | A    | Gao Lin              | 14 februari 1986     | 79      | 18  | Kina | Guangzhou Evergrande |
|    | A    | Yang Xu              | 12 februari 1987     | 32      | 13  | Kina | Changchun Yatai      |

### Nordkorea
Förbundskapten:  Yun Jong-su
| Nr | Pos. | Namn | Födelsedatum (ålder) | Matcher | Mål |  | Klubb |
| -- | ---- | ---- | -------------------- | ------- | --- |  | ----- |

## Grupp C

### Iran
Förbundskapten:  Carlos Queiroz
| Nr | Pos. | Namn | Födelsedatum (ålder) | Matcher | Mål |  | Klubb |
| -- | ---- | ---- | -------------------- | ------- | --- |  | ----- |

### Förenade arabemiraten
Förbundskapten:  Mahdi Ali
Förenade Arabemiraten kvalificerade sig till mästerskapet i egenskap av gruppvinnare i grupp E. Den 19 december 2014 tog förbundskapten Madhi Ali ut en preliminär 24-mannatrupp inför mästerskapet. Ali tog ut den minsta preliminära truppen och behöver enbart banta ner den med 1 spelare inför dead-line.
| Nr | Pos. | Namn                        | Födelsedatum (ålder) | Matcher | Mål |                       | Klubb     |
| -- | ---- | --------------------------- | -------------------- | ------- | --- | --------------------- | --------- |
|    | MV   | Majed Nasser                | 1 april 1984         | 64      | 0   | Förenade arabemiraten | Al-Wasl   |
|    | MV   | Ali Khasif                  | 9 juni 1987          |         |     | Förenade arabemiraten | Al-Jazira |
|    | MV   | Khalid Eisa                 | 15 september 1989    |         |     | Förenade arabemiraten | Al Ain    |
|    |      |                             |                      |         |     |                       |           |
|    | F    | Mohamed Fawzi               | 22 februari 1990     |         |     | Förenade arabemiraten | Baniyas   |
|    | F    | Abdulaziz Hussain           | 10 september 1990    |         |     | Förenade arabemiraten | Al Ahli   |
|    | F    | Abdelaziz Sanqour           | 7 maj 1989           |         |     | Förenade arabemiraten | Al-Ahli   |
|    | F    | Hamdan Al Kamali            | 2 maj 1989           |         |     | Malta                 | Valletta  |
|    | F    | Mohamed Ahmed               | 16 april 1989        |         |     | Förenade arabemiraten | Al Ain    |
|    | F    | Mohamed Ismail Ahmed Ismail | 1 juli 1983          |         |     | Förenade arabemiraten | Al Ain    |
|    | F    | Mohanad Salem               | 1 mars 1985          |         |     | Förenade arabemiraten | Al Ain    |
|    |      |                             |                      |         |     |                       |           |
|    | MF   | Ismail Al Hammadi           | 1 juli 1988          |         |     | Förenade arabemiraten | Al-Ahli   |
|    | MF   | Hassan Ibrahim              | 19 oktober 1990      |         |     | Förenade arabemiraten | Al Shabab |
|    | MF   | Majed Hassan                | 1 augusti 1992       |         |     | Förenade arabemiraten | Al Ahli   |
|    | MF   | Khamis Esmaeel              | 16 augusti 1989      |         |     | Förenade arabemiraten | Al-Jazira |
|    | MF   | Habib Fardan                | 11 november 1990     |         |     | Förenade arabemiraten | Al Nasr   |
|    | MF   | Amer Abdulrahman            | 3 juli 1989          |         |     | Förenade arabemiraten | Baniyas   |
|    | MF   | Haboush Saleh               | 13 juli 1989         |         |     | Förenade arabemiraten | Baniyas   |
|    | MF   | Mohammed Abdulrahman        | 1 januari 1989       |         |     | Förenade arabemiraten | Al Ain    |
|    | MF   | Omar Abdulrahman            | 20 september 1991    |         |     | Förenade arabemiraten | Al Ain    |
|    |      |                             |                      |         |     |                       |           |
|    | A    | Ali Mabkhout                | 5 oktober 1990       |         |     | Förenade arabemiraten | Al-Jazira |
|    | A    | Ahmed Khalil                | 8 juni 1991          |         |     | Förenade arabemiraten | Al-Ahli   |
|    | A    | Salam Saleh                 | 14 maj 1991          |         |     | Förenade arabemiraten | Al-Wahda  |
|    | A    | Saeed Al Kathiri            | 28 mars 1988         |         |     | Förenade arabemiraten | Al-Wahda  |

### Qatar
Förbundskapten:  Djamel Belmadi
Qatar kvalificerade sig till mästerskapet genom att sluta två i grupp D. Den 23 december 2014 tog Qatars förbundskapten, Djamel Belmadi, ut den 23 man stora mästerskapstruppen.
| Nr | Pos. | Namn                        | Födelsedatum (ålder) | Matcher | Mål |       | Klubb       |
| -- | ---- | --------------------------- | -------------------- | ------- | --- | ----- | ----------- |
|    | MV   | Qasem Burhan                | 15 december 1985     | 51      | 0   | Qatar | Al-Gharrafa |
|    | MV   | Saad Al Sheeb               | 19 februari 1990     | 11      | 0   | Qatar | Al-Sadd     |
|    | MV   | Ahmed Soufiane              | 9 augusti 1990       | 2       | 0   | Qatar | El-Jaish    |
|    |      |                             |                      |         |     |       |             |
|    | F    | Bilal Mohammed              | 2 juni 1986          | 61      | 3   | Qatar | Al-Gharrafa |
|    | F    | Mohammed Musa               | 23 mars 1986         | 16      | 0   | Qatar | Lekhwiya    |
|    | F    | Khalid Muftah               | 2 juli 1992          | 23      | 1   | Qatar | Lekhwiya    |
|    | F    | Ibrahim Majid               | 12 maj 1990          | 48      | 2   | Qatar | Al-Sadd     |
|    | F    | Abdelkarim Hassan           | 28 augusti 1993      | 23      | 3   | Qatar | Al-Sadd     |
|    | F    | Almahdi Ali Mukhtar         | 2 mars 1992          | 6       | 1   | Qatar | Al-Sadd     |
|    | F    | Abdurahman Abubakar         | 3 augusti 1990       | 0       | 0   | Qatar | El-Jaish    |
|    |      |                             |                      |         |     |       |             |
|    | MF   | Khalfan Ibrahim             | 18 februari 1988     | 81      | 22  | Qatar | Al-Sadd     |
|    | MF   | Boualem Khoukhi             | 7 september 1990     | 11      | 6   | Qatar | Al-Arabi    |
|    | MF   | Abdulaziz Hatem             | 28 oktober 1990      | 12      | 0   | Qatar | Al-Arabi    |
|    | MF   | Ismaeel Mohammad            | 5 april 1990         | 4       | 0   | Qatar | Lekhwiya    |
|    | MF   | Karim Boudiaf               | 16 september 1989    | 5       | 0   | Qatar | Lekhwiya    |
|    | MF   | Ali Assadalla               | 19 januari 1993      | 5       | 1   | Qatar | Al-Sadd     |
|    | MF   | Ahmed Abdelmaqsoud          | 7 augusti 1989       | 1       | 0   | Qatar | Umm-Salal   |
|    | MF   | Khalid Abdulraouf           | 14 november 1989     | 4       | 0   | Qatar | El-Jaish    |
|    | MF   | Mohammed Muntari            | 20 december 1993     | 0       | 0   | Qatar | El-Jaish    |
|    |      |                             |                      |         |     |       |             |
|    | A    | Meshal Abdullah (Lagkapten) | 2 maj 1984           | 26      | 4   | Qatar | Al-Ahli     |
|    | A    | Hassan Al Haidos            | 11 december 1990     | 38      | 1   | Qatar | Al-Sadd     |
|    | A    | Magid Mohamed               | 11 oktober 1985      | 39      | 8   | Qatar | El-Jaish    |
|    | A    | Mohammed Tresor Abdullah    | 8 april 1987         | 0       | 0   | Qatar | Lekhwiya    |

### Bahrain
Förbundskapten:  Marjan Eid
| Nr | Pos. | Namn | Födelsedatum (ålder) | Matcher | Mål |  | Klubb |
| -- | ---- | ---- | -------------------- | ------- | --- |  | ----- |

## Grupp D

### Japan
Förbundskapten:  Javier Aguirre
Japan kvalificerade sig för turneringen genom att bli mästare i det asiatiska mästerskapet 2011 i Qatar. Den 8 december 2014 tog Japans förbundskapten Javier Aguirre ut en preliminär mästerskapstrupp på 50 spelare. Den 15 december 2014 tog Japans förbundskapten Javier Aguirre ut den slutgiltiga mästerskapstruppen på 23 spelare.
| Nr | Pos. | Namn                      | Födelsedatum (ålder) | Matcher | Mål |          | Klubb               |
| -- | ---- | ------------------------- | -------------------- | ------- | --- | -------- | ------------------- |
|    | MV   | Eiji Kawashima            | 20 mars 1983         | 64      | 0   | Belgien  | Standard Liège      |
|    | MV   | Shusaku Nishikawa         | 18 juni 1986         | 15      | 0   | Japan    | Urawa Red Diamonds  |
|    | MV   | Masaaki Higashiguchi      | 12 maj 1986          | 0       | 0   | Japan    | Gamba Osaka         |
|    |      |                           |                      |         |     |          |                     |
|    | F    | Yuto Nagatomo             | 12 september 1986    | 76      | 3   | Italien  | Internazionale      |
|    | MF   | Masato Morishige          | 21 maj 1987          | 17      | 1   | Japan    | FC Tokyo            |
|    | F    | Atsuto Uchida             | 27 mars 1988         | 73      | 2   | Tyskland | Schalke 04          |
|    | F    | Maya Yoshida              | 24 augusti 1988      | 49      | 3   | England  | Southampton         |
|    | F    | Gōtoku Sakai              | 14 mars 1991         | 19      | 0   | Tyskland | Stuttgart           |
|    | F    | Kosuke Ota                | 23 juli 1987         | 3       | 0   | Japan    | FC Tokyo            |
|    | F    | Tsukasa Shiotani          | 5 december 1988      | 2       | 0   | Japan    | Sanfrecce Hiroshima |
|    | F    | Gen Shoji                 | 11 december 1992     | 0       | 0   | Japan    | Kashima Antlers     |
|    |      |                           |                      |         |     |          |                     |
|    | MF   | Yasuyuki Konno            | 25 januari 1983      | 84      | 2   | Japan    | Gamba Osaka         |
|    | MF   | Yasuhito Endō             | 28 januari 1980      | 148     | 14  | Japan    | Gamba Osaka         |
|    | MF   | Makoto Hasebe (Lagkapten) | 18 januari 1984      | 83      | 2   | Tyskland | Eintracht Frankfurt |
|    | MF   | Shinji Kagawa             | 17 mars 1989         | 63      | 19  | Tyskland | Borussia Dortmund   |
|    | MF   | Hiroshi Kiyotake          | 12 november 1989     | 26      | 1   | Tyskland | Hannover 96         |
|    | MF   | Gaku Shibasaki            | 28 maj 1992          | 4       | 1   | Japan    | Kashima Antlers     |
|    |      |                           |                      |         |     |          |                     |
|    | A    | Takashi Inui              | 2 juni 1988          | 14      | 2   | Tyskland | Eintracht Frankfurt |
|    | A    | Yoshinori Muto            | 15 juli 1992         | 6       | 1   | Japan    | FC Tokyo            |
|    | A    | Shinji Okazaki            | 16 april 1986        | 84      | 40  | Tyskland | Mainz 05            |
|    | A    | Keisuke Honda             | 13 juni 1986         | 65      | 24  | Italien  | Milan               |
|    | A    | Yōhei Toyoda              | 11 april 1985        | 6       | 1   | Japan    | Sagan Tosu          |
|    | A    | Yu Kobayashi              | 23 september 1987    | 2       | 0   | Japan    | Kawasaki Frontale   |

### Jordanien
Förbundskapten:  Ray Wilkins
Jordanien kvalificerade sig till mästerskapet genom att vinna grupp A.
| Nr | Pos. | Namn | Födelsedatum (ålder) | Matcher | Mål |  | Klubb |
| -- | ---- | ---- | -------------------- | ------- | --- |  | ----- |

### Irak
Förbundskapten:  Radhi Shenaishil
Irak kvalificerade sig till mästerskapet genom att bli tvåa, efter Saudiarabien, i grupp C. Den 8 december 2014 gav Iraks fotbollsförbund ut en preliminär 50-mannatrupp inför mästerskapet.
| Nr | Pos. | Namn | Födelsedatum (ålder) | Matcher | Mål |  | Klubb |
| -- | ---- | ---- | -------------------- | ------- | --- |  | ----- |

### Palestina
Förbundskapten:  Saeb Jendeya
| Nr | Pos. | Namn | Födelsedatum (ålder) | Matcher | Mål |  | Klubb |
| -- | ---- | ---- | -------------------- | ------- | --- |  | ----- |